# Pentaphragma insigne
Pentaphragma insigne är en tvåhjärtbladig växtart som beskrevs av Airy Shaw. Pentaphragma insigne ingår i släktet Pentaphragma och familjen Pentaphragmataceae. Inga underarter finns listade i Catalogue of Life.